# Estat Bolívar
L'estat Bolívar és un dels 23 estats en què és dividida Veneçuela. La capital de l'estat és Ciudad Bolívar. Limita al nord i nord-est amb el riu Orinoco, que li serveix de límit als estats Apure, Guárico, Anzoátegui, Monagas i Delta Amacuro; a l'est, limita amb el territori en reclamació de la Guayana Esequiba, al sud amb l'estat Amazones i la República Federativa del Brasil, i a l'oest amb els estats Amazones i Apure.
En un relleu comprès entre l'escut Guayanes poden reconèixer-se tres grans paisatges: el de les sabanes i muntanyes baixes aïllades orinoquenses, el muntanyenc dominat pels cims tabulessis dels tepuyes al Parc Nacional Canaima amb el Salto Angel, i les valls dels afluents de l'Orinoco i les terres baixes i en part de sabanes del yuruari, limitades a l'est per la regió muntanyenca de l'Imataca.

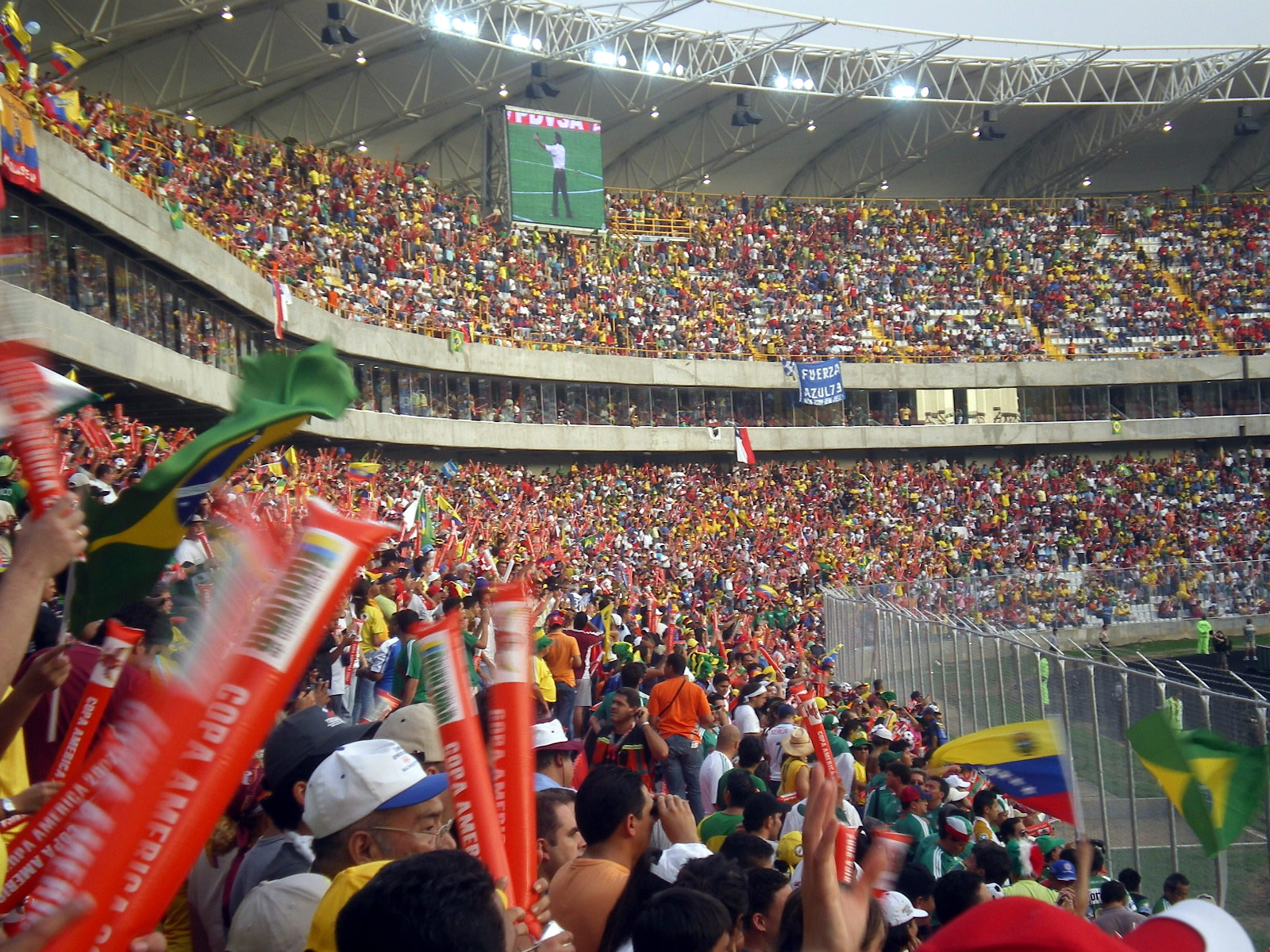
Estadi Cachamay

A les grans ciutats de l'estat Bolívar hi ha grans comerços, hi ha grans fonts energètiques molt importants per a Veneçuela (la Represa del Guri, entre d'altres), productes agrícoles (formatge guayanès, casabe xorrejat, catalinas blanques i brunes, naiboa, entre d'altres), i molts minerals de gran necessitat (petroli, or, bauxita, entre d'altres).
Els comerços de les cadenes internacionals i els millors centres comercials (com l'Orinokia Mall Center i els C. c. Ciutat Alta Vista I i II) es troben principalment en la zona de Puerto Ordaz; això no obstant, el veritable centre de la seua economia es troba en el nucli de la zona de San Félix, on s'obtenen els productes a un menor preu que en la zona de Puerto Ordaz.

## Símbols
La bandera de l'Estat Bolívar no fou inicialment aprovada pel parlament de l'estat Bolívar, i recollí de fet el logotipus del partit al govern com passava en almenys un altre estat. Fou després adoptada per llei 8.220 de 10 d'octubre del 2000. El groc simbolitza la riquesa en or; el verd la selva; i el blau els rius; els estels recorden la incorporació de la província de Guayana a causa de la independència veneçolana. L'autor del disseny fou l'artista Jesús Soto.
L'escut de l'Estat Bolívar fou aprovat per llei el 10 de març de 1922 i representa el riu Orinoco (daurat), la pedra que té aquest riu quan passa per la capital de l'estat (Ciudad Bolívar), el comerç i el treball. Les dates de la cinta al·ludeixen a la independència nacional el 1811, el congrés d'Angostura el 1819 i a la incorporació de la província de Guaiana el 1863. Els set estels representen els set estats fundadors de Veneçuela el 1811. En cap un símbol masònic que simbolitza la divina providència protegint l'estat.

## Municipis
1. Caroní (Ciudad Guayana)
2. Cedeño (Caicara del Orinoco)
3. El Callao (El Callao)
4. Gran Sabana (Santa Elena de Uairén)
5. Heres (Ciudad Bolívar)
6. Padre Pedro Chien (El Palmar)
7. Piar (Upata)
8. Raúl Leoni (Ciudad Piar)
9. Roscio (Guasipati)
10. Sifontes (Tumeremo)
11. Sucre (Maripa)